# Dvorec Šuta
Dvorec Šuta, Strelac (nemško Schutt) stoji v naselju Strelac v občini Šmarješke Toplice.
EŠD: neregistriran objekt znotraj zaščitenega območja 815
Koordinati: 45°52'37,96" N 15°15'14,23" E

## Zgodovina
Prvič je pisno omenjen leta 1406 kot hof an der Schut. Prva neposredna omemba je iz leta 1392, ko se omenja lastnik Jakob Šutenski. Beseda strelac ali ponemčena beseda šuta naj bi izvirala še iz časa bojev za Kranjsko in Ogrsko mejo in je veriga teh obrambnih strelskih utrdb varovala mejo. Imenovale so se tudi kogi ali kogli, kar je bavarska beseda prenešena v naše kraje preko vojske Freisinških škofov. Po Valvasorju je dvorec Šuta naslednik predhodnega stolpastega gradu. Med zadnjo vojno je bil objekt požgan, zadnji lastnik Potokar pa ustreljen. Danes je predelan v stanovanjsko hišo.